# David Jones (Dichter)

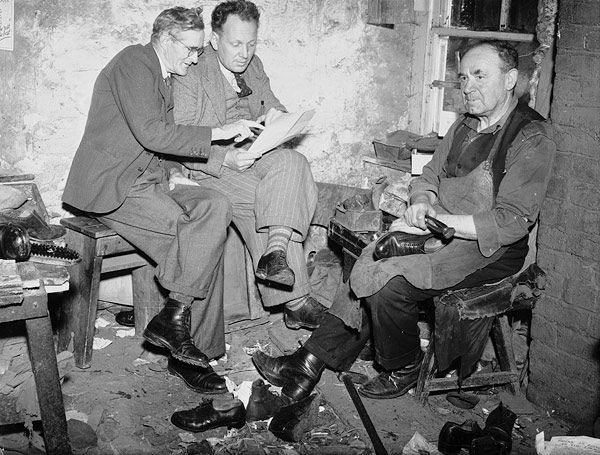
Die zwei Volksdichter Evan Jenkins und David Jones diskutieren ihre Reime in der Werkstatt eines Schuhmachers (1959)

David Jones (* 1. November 1895 in Brockley, Kent; † 28. Oktober 1974 in Harrow, Middlesex) war ein britischer Maler, Graphiker und Dichter walisischer Abstammung. Sein Hauptwerk The Anathémata wurde von W. H. Auden als das „wahrscheinlich beste Gedicht in englischer Sprache im 20. Jahrhundert“ bezeichnet.

## Leben
David Jones besuchte von 1910 bis 1914 die Camberwell School of Arts und wurde zunächst als Maler, Graphiker und Illustrator bekannt. Jones versuchte bei Kriegsausbruch in den Artists’ Rifles freiwillig in die Armee aufgenommen zu werden. Er wurde jedoch als 'nicht tauglich' abgelehnt. Im Januar 1915 gelang es ihm aber beim 15th Battalion of the Royal Welch Fusiliers akzeptiert zu werden. Jones kam im Sommer 1916 an die Westfront nach Frankreich und wurde dort einmal verwundet; im Februar 1918 wurde er mit schwerem Fieber zur Heilung nach Irland geschickt, wo er auch demobilisiert wurde. Von 1919 bis 1921 studiert er an der Westminster School of Art. Im Jahr 1921 konvertierte Jones zum Katholizismus und geriet unter den Einfluss des katholischen Künstlers Eric Gill; er lebte Mitte der 1920er Jahre einige Zeit mit Gill und dessen Gruppe von Jüngern in einem ehemaligen Kloster in Capel-y-ffin. Jones Werke behandeln häufig religiöse Sujets.
1937 erschien sein erstes Buch In Parenthesis (In Parenthesis: Impressions, in a Fictitious Form, or Life on the Western Front), eine poetische Aufarbeitung seiner Kriegserlebnisse. Für das Werk erhielt Jones 1938 den Hawthornden-Preis.
Sein nächstes Buch, das Hauptwerk The Anathémata, an dem Jones jahrzehntelang gearbeitet hatte, wurde 1952 unter dem Lektorat von T. S. Eliot publiziert. Das epische Gedicht verbindet Einflüsse des Modernismus mit walisisch-britischen Mythen und römisch-katholischen Elementen. Es wurde mit Eliots The Waste Land und den Cantos von Ezra Pound verglichen.
Weitere Gedichtfragmente, die an die Anathémata anschlossen, erschienen 1974 unter dem Titel The Sleeping Lord and Other Fragments.
Jones verfasste auch mehrere Essays über Kunst, Literatur, Religion und Geschichte.

## Deutsche Ausgabe
David Jones: Anathémata. Fragmente eines Schreibversuchs von David Jones. Eine Ausgabe in englischer und deutscher Sprache, übersetzt, eingeleitet und kommentiert von Cordelia Spaemann. Herder, Basel 1988.